# Éric Michoux
Éric Michoux, né le 17 juin 1959 à Paris (France), est un homme politique français.
Il est élu député de la quatrième circonscription de Saône-et-Loire lors des élections législatives anticipées de 2024, sous l'étiquette d'extrême droite LR/RN. À l'Assemblée nationale, il siège au sein du groupe À droite d'Éric Ciotti.

## Biographie
Éric Michoux naît le 17 juin 1959 à Paris. Il devient chef d'entreprise. 
Lors des élections municipales de 2008, il est élu maire d'Épervans. Il est également candidat à des élections parlementaires à cinq reprises, quatre fois pour la fonction de député et une fois pour devenir sénateur. Engagé en politique d'abord au centre droit, il est à chaque fois candidat « sous diverses étiquettes de centre droit et de divers droite ».
Il est finalement élu député de la quatrième circonscription de Saône-et-Loire le 7 juillet 2024, sous l'étiquette LR rallié au RN, après l'alliance d'Éric Ciotti avec ce parti. Au second tour, il remporte le scrutin avec 54,66 % des voix face à la députée sortante PS investie par le Nouveau Front populaire, Cécile Untermaier.